# Жовчів
Жо́вчів (з 1961 по 1993 — Калинівка) — село в Україні, у Рогатинській міській громаді Івано-Франківського району Івано-Франківської області. Населення становить 713 осіб.

## Назва
З 1961 по 1993 рік село називалося Калинівка.

## Географія
Через село тече річка Скалинок.

## Історія
Перша письмова згадка про село належить до 30 листопада 1436 року.
У 1939 році в селі проживало 1480 мешканців (1210 українців-греко-католиків, 70 українців-римокатоликів, 10 поляків, 140 польських колоністів міжвоєнного періоду, 20 євреїв і 30 німців та інших національностей).
12 червня 2020 року, відповідно до Розпорядження Кабінету Міністрів України  № 714-р «Про визначення адміністративних центрів та затвердження територій територіальних громад Івано-Франківської області», увійшло до складу Рогатинської міської громади.
19 липня 2020 року, в результаті адміністративно-територіальної реформи та ліквідації Рогатинського району, село увійшло до складу новоутвореного Івано-Франківського району.

## Релігія
У селі міститься греко-католицька церква Святого Архистратига Михаїла.

## Відомі люди

### Народилися
- Санагурський Дмитро Іванович — доктор біологічних наук, професор Львівського національного університету ім. Івана Франка, голова Львівського відділення УБФТ.
- Роман Смик — український лікар, громадський і культурний діяч, меценат. Племінник Богдана Лепкого.
- Лесь Новіна-Розлуцький — січовий стрілець, підхорунжий УСС, український письменник, театральний і громадський діяч.

### Померли
- У 1641 році Єремія (Тиссаровський) — архієрей Константинопольської православної церкви, екзарх Руської церкви (1607÷1620), єпископ Галицький, Львівський і Кам'янець-Подільський (1607÷1641). Похований у місцевій церкві.[7]

## Соціальна сфера
- Школа І-ІІІ ступенів[8][9]